# Владимир Николов (футболист)
Вижте пояснителната страница за други личности с името Владимир Николов.
Владимир Димитров Николов е бивш български футболист, вратар.
Роден е на 10 август 1979 г. в София. Син е на генерал Димитър Владимиров. Играл е за Септември, Славия, Хасково, Хебър, Искър, Дунав, Черноморец, Ботев (Враца), Видима-Раковски, Спартак (Плевен), Македонска слава, Несебър и Берое. В А група е изиграл 26 мача. Има 8 мача за младежкия национален отбор.

## Статистика по сезони
- Септември – 1996/97 – Б група, 17 мача
- Славия – 1997/98 – А група, 6 мача
- Хасково – 1998/99 – Б група, 24 мача
- Хебър – 1999/ес. - В група, 3 мача
- Искър – 1999/ес. - Б група, 6 мача
- Дунав – 2000/пр. - Б група, 8 мача
- Черноморец – 2000/01 – А група, 4 мача
- Ботев (Враца) – 2001/ес. - Б група, 7 мача
- Видима-Раковски – 2002/пр. - Б група, 10 мача
- Спартак (Плевен) – 2003/пр. - Б група, 3 мача
- Македонска слава – 2004/пр. - А група, 14 мача
- Несебър – 2004/ес. - А група, 1 мач
- Берое – 2005/пр. - А група, 1 мач